# Antibésskaia
Antibésskaia (en rus: Антибесская) és un poble (un possiólok)de l'óblast de Kémerovo, a Rússia, que en el cens del 2010 tenia 184 habitants, pertany al districte de Mariïnsk.